# Grand Prix mondial de volley-ball 2005
Navigation
Grand Prix 2004 Grand Prix 2006
Le 13e Grand Prix mondial de volley-ball s'est déroulé du 27 juin au 18 juillet 2005. 
Au cours de la première, deuxième et troisième semaine chaque équipe a joué neuf matches au total. 
Le tournoi final a été joué à Sendai au Japon sur une période de cinq jours. Les six meilleures équipes du tour préliminaire se sont rencontrées chacune à leur tour (round Robin) pour en désigner le vainqueur.

## Équipes participantes
| Europe                           | Amérique                                      | Asie                             |
| -------------------------------- | --------------------------------------------- | -------------------------------- |
| Allemagne Italie Pologne Turquie | Brésil Cuba République dominicaine États-Unis | Chine Japon Kazakhstan Thaïlande |

## Tournois Préliminaires

### Premier week-end
| Groupe A                                       | Groupe B                                                            | Groupe C                                          |
| ---------------------------------------------- | ------------------------------------------------------------------- | ------------------------------------------------- |
| Site : Tokyo Brésil Corée du Sud Japon Pologne | Site : Reggio Calabria Cuba Allemagne Italie République dominicaine | Site : Ningbo Chine Pays-Bas États-Unis Thaïlande |

#### Groupe A (Tokyo, Yoyogi)
| Rang | Équipe       | Point | J | G | P | PP  | PC  | Ratio | SP | SC | Ratio |
| 1    | Brésil       | 6     | 3 | 3 | 0 | 254 | 216 | 1,176 | 9  | 2  | 4,500 |
| 2    | Japon        | 5     | 3 | 2 | 1 | 257 | 204 | 1,260 | 8  | 3  | 2,667 |
| 3    | Pologne      | 5     | 3 | 1 | 2 | 174 | 210 | 0,829 | 3  | 6  | 0,500 |
| 4    | Corée du Sud | 3     | 3 | 0 | 3 | 171 | 226 | 0,757 | 0  | 9  | 0,000 |

#### Groupe B (Reggio Calabria, Palipentimele)
| Rang | Équipe                 | Point | J | G | P | PP  | PC  | Ratio | SP | SC | Ratio |
| 1    | Cuba                   | 6     | 3 | 3 | 0 | 243 | 211 | 1,152 | 9  | 0  | MAX   |
| 2    | Italie                 | 5     | 3 | 2 | 1 | 223 | 184 | 1,212 | 6  | 3  | 2,000 |
| 3    | Allemagne              | 4     | 3 | 1 | 2 | 256 | 242 | 1,058 | 3  | 8  | 0,375 |
| 4    | République dominicaine | 3     | 3 | 0 | 3 | 179 | 264 | 0,678 | 2  | 9  | 0,222 |

#### Groupe C (Ningbo, Ningbo Beilun Gym)
| Rang | Équipe     | Point | J | G | P | PP  | PC  | Ratio | SP | SC | Ratio |
| 1    | Chine      | 6     | 3 | 3 | 0 | 246 | 174 | 1,414 | 9  | 1  | 9,000 |
| 2    | Pays-Bas   | 5     | 3 | 2 | 1 | 219 | 194 | 1,129 | 7  | 3  | 2,333 |
| 3    | États-Unis | 4     | 3 | 1 | 2 | 175 | 197 | 0,888 | 3  | 6  | 0,500 |
| 4    | Thaïlande  | 3     | 3 | 0 | 3 | 150 | 225 | 0,667 | 0  | 9  | 0     |

### Second week-end
| Poule D                                                           | Poule E                                     | Poule F                                       |
| ----------------------------------------------------------------- | ------------------------------------------- | --------------------------------------------- |
| Site : Séoul Corée du Sud Japon République dominicaine États-Unis | Site : Macao Brésil Chine Allemagne Pologne | Site : Manille Cuba Italie Pays-Bas Thaïlande |

#### Groupe D (Séoul, Seoul Student Gymnasium)
| Rang | Équipe                 | Point | J | G | P | PP  | PC  | Ratio | SP | SC | Ratio |
| 1    | Japon                  | 6     | 3 | 2 | 1 | 248 | 217 | 1,143 | 7  | 3  | 2,333 |
| 2    | États-Unis             | 5     | 3 | 2 | 1 | 312 | 281 | 1,110 | 8  | 6  | 1,333 |
| 3    | Corée du Sud           | 4     | 3 | 2 | 1 | 227 | 234 | 0,970 | 6  | 5  | 1,200 |
| 4    | République dominicaine | 3     | 3 | 0 | 3 | 208 | 263 | 0,791 | 2  | 9  | 0,222 |

#### Groupe E (Macao, Macau Forum)
| Rang | Équipe    | Point | J | G | P | PP  | PC  | Ratio | SP | SC | Ratio |
| 1    | Chine     | 6     | 3 | 3 | 0 | 225 | 159 | 1,415 | 9  | 0  | MAX   |
| 2    | Brésil    | 5     | 3 | 2 | 1 | 214 | 180 | 1,189 | 6  | 3  | 2,000 |
| 3    | Pologne   | 4     | 3 | 1 | 2 | 200 | 253 | 0,791 | 3  | 8  | 0,375 |
| 4    | Allemagne | 3     | 3 | 0 | 3 | 210 | 257 | 0,817 | 2  | 9  | 0,222 |

#### Groupe F (Manille, Philsport Arena)
| Rang | Équipe    | Point | J | G | P | PP  | PC  | Ratio | SP | SC | Ratio |
| 1    | Cuba      | 6     | 3 | 3 | 0 | 276 | 251 | 1,100 | 9  | 3  | 3,000 |
| 2    | Pays-Bas  | 5     | 3 | 2 | 1 | 255 | 209 | 1,220 | 8  | 3  | 2,667 |
| 3    | Italie    | 4     | 3 | 1 | 2 | 224 | 210 | 1,067 | 4  | 6  | 0,667 |
| 4    | Thaïlande | 3     | 3 | 0 | 3 | 140 | 225 | 0,622 | 0  | 9  | 0     |

### Troisième week-end
| Poule G                                                        | Poule H                                         | Poule I                                           |
| -------------------------------------------------------------- | ----------------------------------------------- | ------------------------------------------------- |
| Site : Hong Kong Chine Allemagne Italie République dominicaine | Site : Taipei Brésil Corée du Sud Cuba Pays-Bas | Site : Bangkok Japon Pologne États-Unis Thaïlande |

#### Groupe G (Hong Kong, Hong Kong Coliseum)
| Rang | Équipe                 | Point | J | G | P | PP  | PC  | Ratio | SP | SC | Ratio |
| 1    | Italie                 | 6     | 3 | 3 | 0 | 226 | 182 | 1,242 | 9  | 0  | MAX   |
| 2    | Chine                  | 5     | 3 | 2 | 1 | 218 | 200 | 1,090 | 6  | 3  | 2,000 |
| 3    | République dominicaine | 4     | 3 | 1 | 2 | 217 | 250 | 0,868 | 3  | 8  | 0,375 |
| 4    | Allemagne              | 3     | 3 | 0 | 3 | 226 | 255 | 0,886 | 2  | 9  | 0,222 |

#### Groupe H (Taipei, Taipei Municipal Gym)
| Rang | Équipe       | Point | J | G | P | PP  | PC  | Ratio | SP | SC | Ratio |
| 1    | Brésil       | 6     | 3 | 3 | 0 | 295 | 228 | 1,294 | 9  | 3  | 3,000 |
| 2    | Cuba         | 5     | 3 | 2 | 1 | 239 | 216 | 1,106 | 7  | 3  | 2,333 |
| 3    | Pays-Bas     | 4     | 3 | 1 | 2 | 224 | 224 | 1,000 | 4  | 6  | 0,667 |
| 4    | Corée du Sud | 3     | 3 | 0 | 3 | 158 | 248 | 0,637 | 1  | 9  | 0,111 |

#### Groupe I (Bangkok, Mall Convention Center)
| Rang | Équipe     | Point | J | G | P | PP  | PC  | Ratio | SP | SC | Ratio |
| 1    | Pologne    | 6     | 3 | 3 | 0 | 247 | 211 | 1,171 | 9  | 1  | 9,000 |
| 2    | Japon      | 5     | 3 | 2 | 1 | 266 | 244 | 1,090 | 6  | 5  | 1,200 |
| 3    | États-Unis | 4     | 3 | 1 | 2 | 253 | 279 | 0,907 | 5  | 7  | 0,714 |
| 4    | Thaïlande  | 3     | 3 | 0 | 3 | 229 | 261 | 0,877 | 2  | 9  | 0,222 |

## Classement tour préliminaire
| No  | Équipe                 | Points | Matches | Matches | Points | Points | Points | Sets | Sets   | Sets  |
| No  | Équipe                 | Points | gagnés  | perdus  | pour   | contre | Ratio  | pour | contre | Ratio |
| --- | ---------------------- | ------ | ------- | ------- | ------ | ------ | ------ | ---- | ------ | ----- |
| 1.  | Chine                  | 17     | 8       | 1       | 689    | 553    | 1.293  | 24   | 4      | 6.000 |
| 2.  | Brésil                 | 17     | 8       | 1       | 763    | 624    | 1.223  | 24   | 8      | 3.000 |
| 3.  | Cuba                   | 17     | 8       | 1       | 758    | 678    | 1.118  | 25   | 6      | 4.167 |
| 4.  | Italie                 | 15     | 6       | 3       | 673    | 576    | 1.168  | 19   | 9      | 2.111 |
| 5.  | Japon                  | 15     | 6       | 3       | 771    | 665    | 1.159  | 21   | 11     | 1.909 |
| 6.  | Pays-Bas               | 14     | 5       | 4       | 698    | 627    | 1.113  | 19   | 12     | 1.583 |
| 7.  | Pologne                | 14     | 5       | 4       | 621    | 674    | 0.921  | 15   | 15     | 1.000 |
| 8.  | États-Unis             | 13     | 4       | 5       | 740    | 757    | 0.978  | 16   | 19     | 0.842 |
| 9.  | Corée du Sud           | 11     | 2       | 7       | 556    | 708    | 0.758  | 7    | 23     | 0.304 |
| 10. | Allemagne              | 10     | 1       | 8       | 692    | 754    | 0.918  | 7    | 26     | 0.269 |
| 11. | République dominicaine | 10     | 1       | 8       | 604    | 777    | 0.777  | 7    | 26     | 0.269 |
| 12. | Thaïlande              | 9      | 0       | 9       | 519    | 711    | 0.730  | 2    | 27     | 0.074 |

## Classement Final
| No | Équipe   | Points | Matches | Matches | Points | Points | Points | Sets | Sets   | Sets  |
| No | Équipe   | Points | gagnés  | perdus  | pour   | contre | Ratio  | pour | contre | Ratio |
| -- | -------- | ------ | ------- | ------- | ------ | ------ | ------ | ---- | ------ | ----- |
| 1. | Brésil   | 9      | 4       | 1       | 452    | 425    | 1.064  | 12   | 8      | 1.500 |
| 2. | Italie   | 8      | 3       | 2       | 461    | 416    | 1.108  | 13   | 7      | 1.857 |
| 3. | Chine    | 8      | 3       | 2       | 407    | 378    | 1.077  | 11   | 7      | 1.571 |
| 4. | Cuba     | 8      | 3       | 2       | 470    | 487    | 0.965  | 12   | 10     | 1.200 |
| 5. | Japon    | 6      | 1       | 4       | 415    | 454    | 0.914  | 6    | 13     | 0.462 |
| 6. | Pays-Bas | 6      | 1       | 4       | 407    | 452    | 0.900  | 5    | 14     | 0.357 |

## Distinctions individuelles
- MVP : Paula Pequeno
- Meilleure Marqueuse : Miyuki Takahashi
- Meilleure Attaquante : Rosir Calderon
- Meilleure Contreuse : Nancy Carillo
- Meilleure Serveuse : Hao Yang
- Meilleure Passeuse : Kun Feng
- Meilleure Défenseur : Elke Wijnhoven
- Meilleure Libéro : Zhang Na

## Tableau final
| Place              | Équipe                 |
| ------------------ | ---------------------- |
| Médaille d'or      | Brésil                 |
| Médaille d'argent  | Italie                 |
| Médaille de bronze | Chine                  |
| 4                  | Cuba                   |
| 5                  | Japon                  |
| 6                  | Pays-Bas               |
| 7                  | Pologne                |
| 8                  | États-Unis             |
| 9                  | Corée du Sud           |
| 10                 | Allemagne              |
| 11                 | République dominicaine |
| 12                 | Thaïlande              |